# Royal Hong Kong Auxiliary Air Force

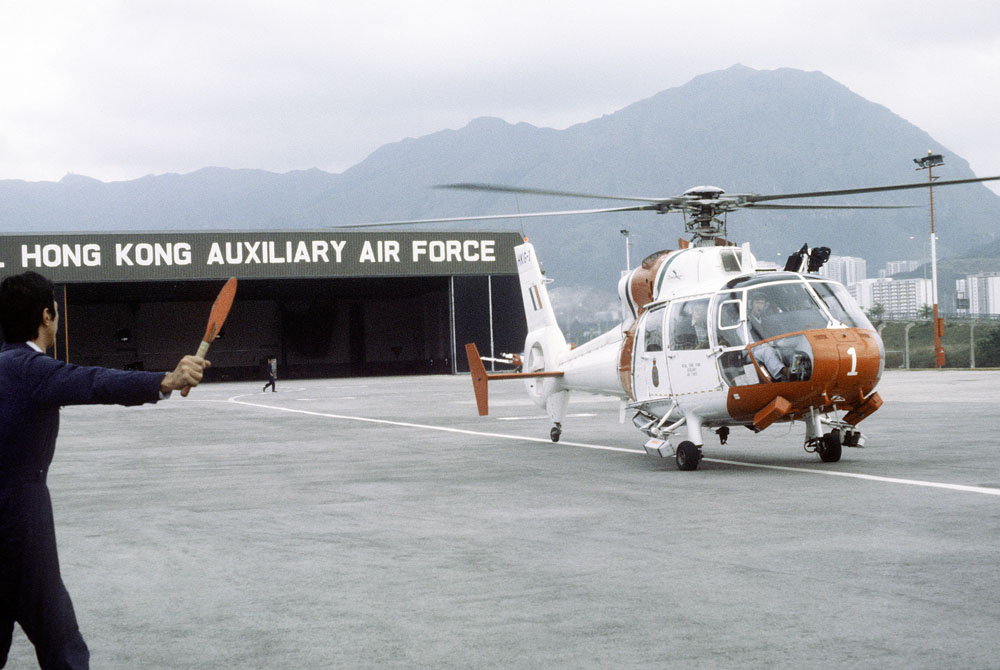
Aerospatiale Dauphin, 1982 Hongkong

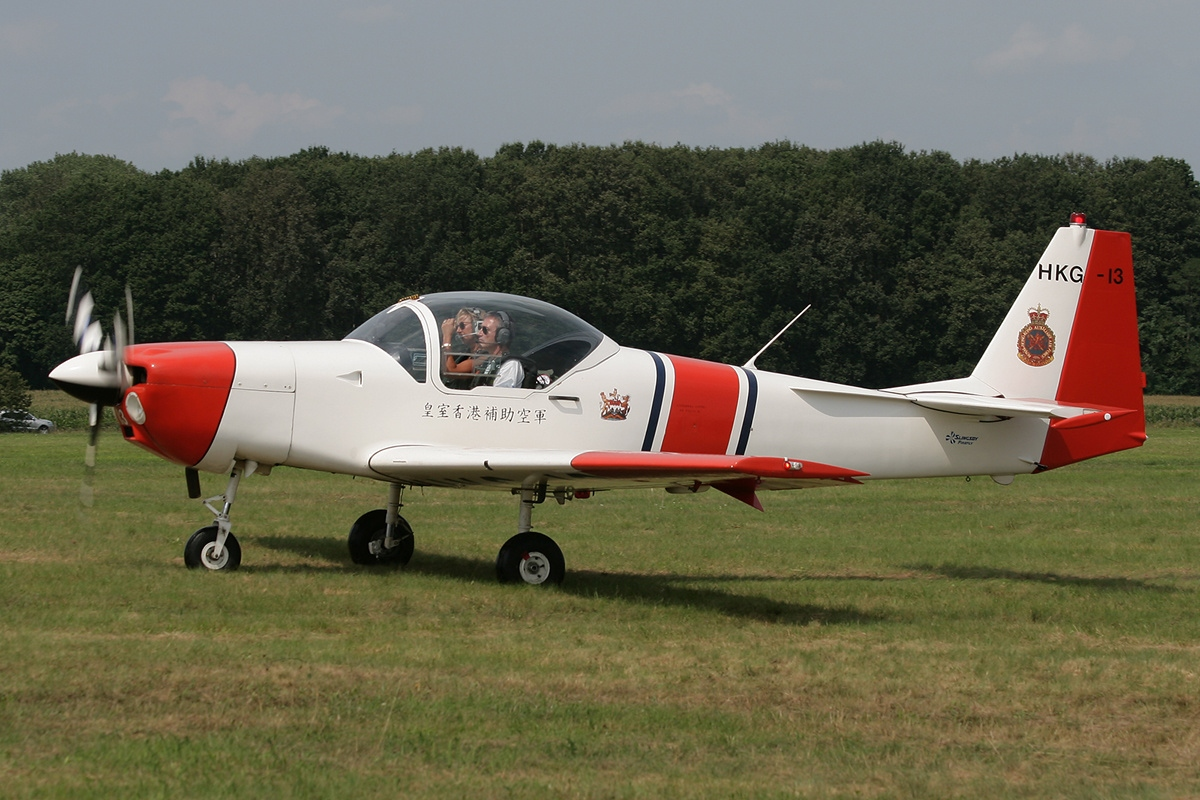
Slingsby T-67M-200 Firefly, ehemals RHKAAF, 2010 in Belgien

Die Royal Hong Kong Auxiliary Air Force, kurz RHKAAF (chinesisch 皇家香港輔助空軍 / 皇家香港辅助空军, Pinyin Huángjiā Xiānggǎng Fǔzhù Kōngjūn, Jyutping Wong4gaa1 Hoeng1gong2 Fu6zo6 Hung1gwan1) war eine Hilfseinheit der Royal Air Force mit Sitz in Hongkong. In Vorbereitung der Übertragung der Souveränität Hongkongs vom Vereinigten Königreich auf die Volksrepublik China, wurde die Einheit am 1. April 1993 aufgelöst.
Obwohl technisch gesehen, eine bewaffnete militärische Einheit, in den Reihen der RAF-Geschwader, war sie zuletzt vorwiegend im zivilen Bereich bei der Bereitstellung von nichtmilitärischen Luftfahrtaufgaben in der Kolonie beteiligt. Hierzu zählten die Unterstützung der Polizei, Such- und Rettungsaufgaben, Flugambulanz und Feuerbekämpfung aus der Luft.
Nach der Auflösung der Royal Hong Kong Auxiliary Air Force (RHKAAF) wurden die früheren zivilen Dienste und Aufgaben der Organisation von der Stadtregierung Hongkong als Government Flying Service (GFS) fortgeführt bzw. übernommen und der breiten lokalen Bevölkerung weiter zur Verfügung gestellt.

## Geschichte
Die RHKAAF entstand im Jahr 1949 als Teil der Hong Kong Defence Force. Von 1949 bis 1950 wurde sie als Hong Kong Auxiliary Air Force bezeichnet. Der Zusatztitel "Royal" wurde erst 1951 von König George VI. genehmigt. Die RHKAAF wurde schließlich am 1. April 1993 aufgelöst. Alle nichtmilitärischen Operationen wurden von da an vom Government Flying Service, kurz: GFS, einer neu geschaffenen zivilen Einheit mit dem ursprünglichen Wartungspersonal der RHKAAF, übernommen. Die verbleibenden militärischen Aufgaben wurden an andere RAF-Einheiten, die in der Kolonie stationiert waren, übertragen.
Nach Übertragung der Souveränität im Jahr 1997, gingen die militärischen Aufgaben an die in Hongkong stationierte chinesische Garnison der Volksbefreiungsarmee über.
Die RHKAAF war von 1979 bis 1993 auf dem Flughafen Kai Tak und einer Außenstelle auf dem Shek Kong Airfield stationiert.
Das Personal der RHKAAF waren eine Mischung aus Voll- und Teilzeitkräfte. Die meisten wurden lokal rekrutiert, in den letzten Jahren meist Hongkong-Chinesen. Die Ränge waren ähnlich denen der Royal Air Force.

## Verwendete Luftfahrzeuge
| Model                                       | Anzahl | Zeitraum  |
| ------------------------------------------- | ------ | --------- |
| Sikorsky S-70A Black Hawk / UH-60 Blackhawk | 3      | 1992–1993 |
| Sikorsky S-76C                              | 2      | 1991–1993 |
| Sikorsky S-76A                              | 6      | 1990–1993 |
| Slingsby T-67M-200 Firefly                  | 4      | 1987–1993 |
| Beech B200C King Air                        | 2      | 1987–1993 |
| Aérospatiale SA-365-C Dauphin 2             | 3      | 1980–1990 |
| Cessna 404 Titan                            | 1      | 1979–1987 |
| SAL Bulldog                                 | 1      | 1977–1988 |
| Britten-Norman Islander                     | 1      | 1972–1993 |
| Beech B23 Musketeer II                      | 2      | 1971–1979 |
| Aérospatiale Alouette III SA3160            | 4      | 1965–1980 |
| Auster AOP9                                 | 4      | 1965–1971 |
| Westland Widgeon                            | 2      | 1958–1965 |
| Supermarine Spitfire XIX                    | 2      | 1954–1955 |
| Supermarine Spitfire F24                    | 8      | 1952–1955 |
| Supermarine Spitfire XVIII                  | 6      | 1951–1952 |
| Auster T7                                   | 4      | 1950–1971 |
| Harvard IIB                                 | 11     | 1950–1958 |
| Auster AOP6                                 | 5      | 1949–1971 |
| Auster V                                    | 1      | 1949–1950 |
| De Havilland DH.60 Moth                     | 2      | 1941      |
| De Havilland DH.87 Hornet Moth              | 2      | 1941      |
| Avro Tutor 621                              | 4      | 1936–1941 |
| Avian IVM Cadet 631                         | 4      | 1934–1941 |
| Avian IVM 616                               | 3      | 1930–     |